# Páneurópai identitás
A páneurópai identitás az Európa egészével való személyes azonosulás, akár kulturális, akár politikai értelemben. A fogalmat gyakran az európai integrációval kapcsolatban említik, történelmileg elsősorban a földrész fölötti egységes államhatalom létesítésére irányuló javaslatok kontextusában, manapság jellemzően az Európai Unió fejlődése föderalistának vélt tendenciái hosszútávú társadalmi hatásaira vonatkozóan.

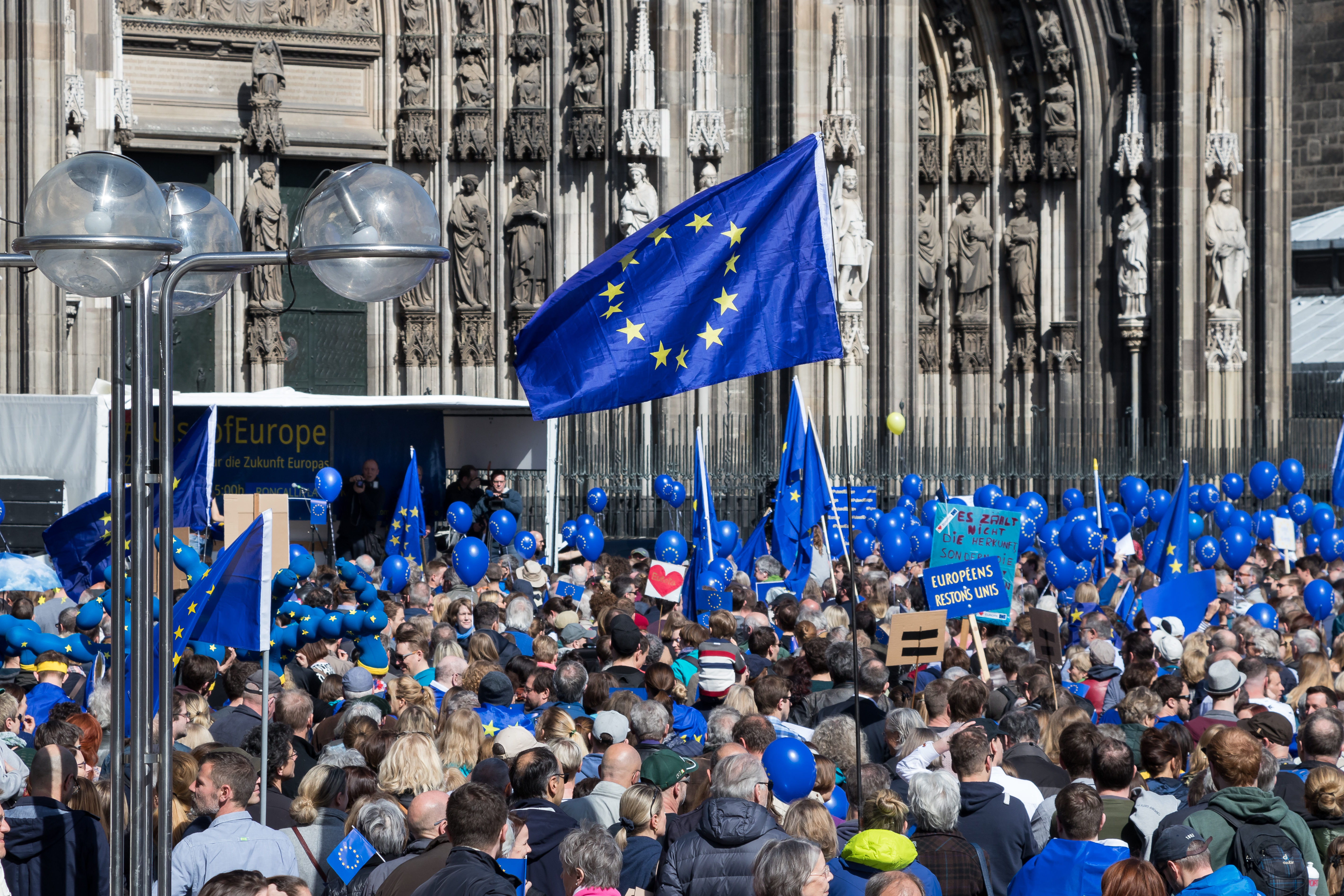
A Pulse of Europe nevű Európa-párti németországi mozgalom egyik kölni tüntetése 2017. márciusban.

A páneurópai identitás eszmei alapja egészen a középkorig vezethető vissza, noha a reneszánsz alatt bontakozott igazán ki, miután a kor művészei és tudósai az államhatárokat átszelve együttműködtek, illetve gyakran áttelepedtek a művelődés és haladás gócpontjaiként szolgáló városokba. Ez előidézte a nemzeti hovatartozást felülmúló kötelékek és mozgalmak kialakulását.
A felvilágosodás korszakában továbbfejlődött az európaiidentitás-felfogás. A kontinens legnagyobb gondolkodói a nacionalizmus olyan formáját kezdték szorgalmazni, amely ugyan tiszteletben tartja a helyi sajátosságokat, de az egyetemes vezéreszméket és a rációt helyezi előtérbe egyesítő tényezőként. A 18. század végén közölte megállapítását Jean-Jacques Rousseau filozófus, miszerint a modern korban se francia, se német, se spanyol, se angol ember nincsen, csupán európaiak vannak. Ekkortájt Edmund Burke ír államférfi is az „Európai Nemzetközösség” létrehozását javallta, mondván, hogy európai polgár nem érezheti magát európai földön külföldinek.
A „Páneurópai Unió” koncepciója 1922-ben született Richard von Coudenhove-Kalergi osztrák-japán aktivista tervével, habár az kizárólag Európa nyugati részei egyesítését helyezte kilátásba. Von Coudenhove-Kalergi az általa indítványozott unióban nagyhatalmi potenciált látott, amely geopolitikailag ellensúlyozni tudná a Szovjetuniót. A kezdeményezését támogató páneurópai érzelmű polgárok megalapították 1923-ban a Nemzetközi Páneurópa Unió nevű szervezetet, amely a mai napig is fennáll.
A második világháborút követő évtizedek során kézzelfogható formát öltött az európai integráció, amely leginkább az Európai Unió 1993-as megalapításában mutatkozott meg. Ezóta 28-ra bővült a tagállamai száma (majd visszacsökkent 27-re), ahogyan a kommunista uralom alól felszabadult kelet-európai országok zöme is csatlakozott hozzá. Ennek megfelelően az EU mai terjedelme jelentősen nagyobb, mint a „Páneurópai Unió” elképzelésé.
Az 1990-es és a 2000-es években az európai közélet és politika számos szereplője az EU hatáskörei bővítését, a közös intézményrendszer megerősítését proponálta. Az EU olyan jelképekkel és intézményekkel gazdagodott, amelyekkel rendszerint csupán az államok rendelkeznek. Zászlóval, jelmondattal, és himnusszal ruházódott fel az EU, illetve létrejött az eurózóna és az EU-s állampolgárság. Ennek ellenére kudarcba fulladt az alapszerződések helyettesítésére irányuló EU-alkotmány kísérlete, miután több ország választópolgárai leszavazták.  
Ezzel egyidejűleg megvitatásra került a közös, avagy „páneurópai” identitás kialakulása kívánatossága és realitása. A mai szélsőjobboldal lényegében felhagyott a fajt hangsúlyozó páneurópai nacionalizmussal, amely főképpen az 1950-es és 1960-as évekbeli neonáci és fasiszta tömörülésekre volt jellemző, és helyette a helyi identitást előnyben részesítő, euroszkeptikus, a nemzetállami és nyelvi jellemvonások által meghatározott hazafias politikát folytat. Anton Speekenbrink szerint az Európa-párti mozgalmak azonban túlnyomórészt nem egységes páneurópai identitás alapján határozzák meg az integrációt. Véleménye szerint az ily beállítottságú politika az EU-t a kortárs világrend kihívásai legyőzésére, a demokratikus értékek elterjesztésére és Európán belüli meghonosítására, a kulturális sokszínűség fokozására és elfogadtatására tekinti leginkább alkalmasnak.
Dirk Jacobs és Robert Maier szerint páneurópai identitásról legfeljebb egy összetettebb azonosságtudat keretében lehet szó. A közeljövőben lehetséges közös identitás alkalmasint nem leváltaná a nemzeti és regionális identitást, hanem azt kiegészítené. Úgy vélik, a jelenlegi integrációnak nem célkitűzése a páneurópai identitás kifejlődése körülményeinek megteremtése, így erre nagymértékben nem kerülhetett sor az elmúlt évtizedek folyamán.
A 2010-es években újabb feszültségek nyilvánultak meg több európai nemzet között, különösképpen észak-déli és kelet-nyugati viszonylatban. Ennek fényében a tudományos diskurzus továbbra is behatóan foglalkozik a páneurópai identitás témájával.